# Ken Anderson (giocatore di football americano)
Kenneth Allan Anderson, detto Ken (Batavia, 15 febbraio 1949), è un ex giocatore di football americano statunitense, che giocava come quarterback ed in seguito è divenuto allenatore.
Per tutta la sua carriera professionista, dal 1972 al 1986, giocò nei Cincinnati Bengals con il numero 14. Nel 1981 gli venne assegnato il Premio NFL miglior giocatore dell'anno.
Fu l'allenatore dei quarterback dei Pittsburgh Steelers dal 2007 alla stagione 2009, quando si ritirò.

## Palmarès

### Franchigia
- American Football Conference Championship: 1

Cincinnati Bengals: 1981

### Individuale
- MVP della NFL (1981)
- Miglior giocatore offensivo dell'anno della NFL (1981)
- 4 volte Pro Bowl (1975, 1976, 1981, 1982)
- First-team All-Pro (1981)
- 2 volte Second-team All-Pro (1974, 1975)
- NFL Comeback Player of the Year Award (1981)
- Bert Bell Award (1981)
- 2 volte Leader della NFL in yard passate (1974, 1975)

## Statistiche
| Touchdown         | 197  |
| Intercetti subiti | 160  |
| Passer rating     | 81,9 |